# Marcelo Tapia
Marcelo Tapia, vollständiger Name Marcelo Daniel Tapia Amarillo, (* 26. September 1992 in Montevideo) ist ein uruguayischer Fußballspieler.

## Karriere
Der 1,86 Meter große Mittelfeldakteur Tapia gehörte mindestens seit der Apertura 2012 dem Kader der Profimannschaft des Club Atlético Progreso an. Nachdem er in der Spielzeit 2012/13 vier Spielen (kein Tor) der Primera División bestritten hatte, lief er nach dem Abstieg in der Saison 2013/14 in zehn Zweitligapartien auf und erzielte einen Treffer. Ende August 2014 wechselte er zum Club Oriental de Football. Nach dem Aufstieg aus der Drittklassigkeit wurde er in der Spielzeit 2015/16 in 14 Zweitligabegegnungen eingesetzt und traf einmal ins gegnerische Tor. Ende Juli 2016 schloss er sich dann dem uruguayischen Erstligaabsteiger Villa Teresa an. In der Saison 2016 absolvierte er bei den Montevideanern acht Partien in der Segunda División und schoss zwei Tore.